# AVIVA (didaktisches Muster)
Das AVIVA-Modell (auch ARIVA-Modell genannt) definiert eine Phasenstruktur und ein didaktisches Muster für kompetenzorientierte Lehr-Lerneinheiten. Jede dieser Phasen erfüllt eine bestimmte didaktische Funktion. Das AVIVA-Modell orientiert sich an Erkenntnissen der Lernpsychologie über den Ablauf von Lernprozessen. Damit ist es breit einsetzbar für Lernende unterschiedlicher Reifegrade (Grundschule, Studium …) und verschiedene Lehr-Lernparadigmen (instruiertes Lernen, selbstgesteuertes Lernen …).
Der Begriff „AVIVA“ ist ein Akronym für die verschiedenen Phasen: Ankommen, Vorwissen aktivieren, Informieren, Verarbeiten, Auswerten. Das alternative Akronym „ARIVA“ fokussiert sich auf die Verben in den Phasenbezeichnungen und betitelt die zweite Phase als „Vorwissen reaktivieren“.

## Lernphasen nach AVIVA
Das AVIVA-Modell strukturiert eine Lehr-Lerneinheit in fünf elementare, aufeinanderfolgende Phasen. Sie orientieren sich an Ergebnissen der Lernpsychologie über den Ablauf von Lernprozessen. Der Münchner Methodenkasten entwickelt das AVIVA-Modell weiter zum AVIVA+-Schema. Dabei wird die klassische erste Phase „Ankommen und einstimmen“ uminterpretiert zu „Ausrichten“. Gleichzeitig wird eine weitere Phase „+: Lernatmosphäre schaffen“ vorangestellt.
Die nachfolgende Tabelle beschreibt den Sinn und Zweck der einzelnen Phase und erläutert die zugehörige Aktivitäten, welche die Lehrperson bzw. Lernenden je nach angewendetem Lehr-Lernparadigma in den einzelnen Phasen durchführen. In der praktischen Durchführung sind Mischformen zwischen diesen Paradigmen möglich. Ebenfalls aufgeführt ist eine Auswahl an Methoden, die für die Durchführung der verschiedenen Phasen geeignet sind.
| Akronym | Phase AVIVA bzw. AVIVA+                       | Zweck / Begründung | Instruiertes Lernen | Selbstgesteuertes Lernen | Geeignete Lehr-Lernmethoden (Auswahl)                                                                       |
| ------- | --------------------------------------------- | --- | --- | --- | --- |
| +       | Lernatmosphäre schaffen                       | Effektives Lernen erfordert eine vertrauensvolle Umgebung und eine positive emotional Grundgestimmtheit.                                                 | Die Lehrperson stellt sich vor, bringt Lernende miteinander in Kontakt, baut vertrauensvolle Atmosphäre auf. | Die Lernenden lernen sich gegenseitig kennen, stimmen sich über Inhalte ab und bauen Vertrauen zueinander auf. | - Dreieck der Gemeinsamkeiten - Netzwerk der Gemeinsamkeiten                                                |
| A       | Ankommen und einstimmen bzw. Ausrichten       | Lernen erfordert die Bereitschaft, sich auf Neues einzulassen.                                                                                           | Die Lehrperson motiviert die Relevanz der neuen Lehr-Lerninhalte und gibt Lernziele und Ablauf bekannt. | Die Lernenden bestimmen Thema, Ziele und Vorgehen weit gehend selbst. | - Focus Writing im Lerntagebuch - Impuls - Kartenabfrage mit Priorisierung - Kopfstandmethode - Wissenspool |
| V / R   | Vorwissen aktivieren / Vorwissen reaktivieren | Beim Lernen verbindet sich neu Gelerntes im Gehirn mit Bekannten (Konstruktivismus). Um das zu ermöglichen wird Vorwissen identifiziert und reaktiviert. | Die Lehrperson setzt gezielt Methoden ein, um das Vorwissen der Lernenden zu (re-)aktivieren. | Die Lernenden setzen selbstorganisiert Methoden ein, um ihr Vorwissen zu (re-)aktivieren. | - Kopfstandmethode - Murmelgruppe - Peer Instruction - Wissenspool                                          |
| I       | Informieren                                   | Neue Informationen bilden die Grundlage für den weiteren Kompetenzaufbau.                                                                                | Die Lehrperson stellt den Lernenden neue Inhalte vor. | Die Lernenden bestimmen selbst, welche Informationen sie sich noch erarbeiten müssen oder wollen und wie sie dabei vorgehen. Sie erarbeiten sich diese Informationen dann weit gehend eigenständig, ggf. im gegenseitigen Austausch. | - Erklärvideo im Selbststudium - Frontalvortrag - Impuls - Lehrgespräch - Vorlesung                         |
| V       | Verarbeiten                                   | Neu Gelerntes wird operationalisiert, vertieft und geübt, um sich zu verfestigen.                                                                        | Die Lehrperson stellt Materialien bereit, anhand derer sich die Lernenden aktiv mit den Inhalten beschäftigen und das Gelernte so anwenden, konsolidieren oder vertiefen.                                                                                    | Die Lernenden wenden das Gelernte eigenständig an, ggf. in Partner- oder Gruppenarbeit. | - Murmelgruppe - Peer Instruction - Think-Pair-Share                                                        |
| A       | Auswerten                                     | Der Lernerfolg wird überprüft. Des Weiteren wird der Lehr-Lernprozess reflektiert, um Stärken ebensow wie Verbesserungspotenzial zu erkennen.            | Die Lehrperson überprüft, inwieweit die Lernenden die Lernziele erreicht haben. Des Weiteren reflektiert sie, ggf. im Austausch mit den Lernenden, inwieweit das gewählte Vorgehen und ggf. die Materialien für das Erreichen der Lernziele hilfreich waren. | Die Lernenden validieren eigenständig, ob sie ihre Lernziele erreicht haben. | - Jede von den Lernenden zu bearbeitende Aufgabenstellung mit beobachtbarem Ergebnis                        |

Lernen ist ein aktiver Prozess. Um einen möglichst guten Lernerfolg zu erreichen, empfiehlt es sich daher, die Lehr-Lernaktivitäten für die Lernenden aktiv bzw. interaktiv zu gestalten. Dafür ist es nützlich, bei der Durchführung zwischen verschiedenen Sozialformen des Lernens abzuwechseln, also zwischen Einzelarbeit, Arbeit in Zweier- oder Kleingruppen, bzw. Arbeit im Plenum.